# When in Rome (1952)
When in Rome is een Amerikaanse filmkomedie uit 1952 onder regie van Clarence Brown.

## Verhaal
Pastoor Halligan brengt een bezoek aan de stad Rome tijdens het Heilig Jaar 1950. De door de autoriteiten gezochte oplichter Joe Brewster kruist zijn pad. Hij steelt de soutane en de identiteit van de priester om de politie te ontlopen.

## Rolverdeling
| Acteur             | Personage         |
| ------------------ | ----------------- |
| Van Johnson        | John X. Halligan  |
| Paul Douglas       | Joe Brewster      |
| Joseph Calleia     | Aggiunto Bodulli  |
| Carlo Rizzo        | Antonio Silesto   |
| Tudor Owen         | Pater McGinniss   |
| Dino Nardi         | Commissaris Genoa |
| Aldo Silvani       | Huurkoetsier      |
| Mario Siletti      | Luigi Lugacetti   |
| Argentina Brunetti | Mevrouw Lugacetti |
| Mimi Aguglia       | Rosa              |
| Emory Parnell      | Zeekapitein       |
| Charles Fawcett    | Mijnheer Cates    |
| Alberto Lolli      | Pater Segatini    |
| Adriano Ambrogi    | Pater Mariani     |
| Amina Pirani Maggi | Dove              |
| Carlo Borelli      | Monseigneur       |
| Giuseppe Pierozzi  | Bakker            |
| Guido Martufi      | Straatjongen      |
| Joseph Falletta    | Taxichauffeur     |